# Joe M. Rodgers
Pour les articles homonymes, voir Rodgers.
Joe M. Rodgers, né le 12 novembre 1933 Bay Minette en Alabama - mort le 2 février 2009, est créateur d'une entrepreneur de construction américaine et ancien ambassadeur des États-Unis en France.
Élevé à Montgomery dans le même État, il fréquente l'université d'Alabama, où il obtient son diplôme de génie civil avant de servir trois ans dans les United States Coast Guard.

## Politique
Pendant les primaires présidentielles républicaines de 1976, Rogers est un des premiers partisans de la tentative infructueuse de Ronald Reagan contre le président Gerald Ford et est directeur des finances pour la campagne des primaires de Reagan au Tennessee. Il sert en tant que directeur financier du Comité national républicain de 1978 à 1980, levant 75 millions $ au cours de son mandat. Après que Reagan a été élu président en 1980, il nomme Rodgers pour servir au President's Intelligence Advisory Board. En 1984, en conséquence de ses efforts continus visant à lever des fonds pour les candidats républicains, il est nommé directeur des finances de la campagne de 1984 pour la réélection de R. Reagan.

### Ambassadeur en France
En reconnaissance de ses efforts, le président Reagan le nomme en 1985 pour un mandat de quatre ans en tant qu'ambassadeur des États-Unis en France. Rodgers, qui n'a jamais été un diplomate et ne parle pas le français, consacre six heures par jour pendant une période de quatre mois à étudier la langue. Rodgers entreprend une campagne de financement afin de recueillir 500 000 $ destinés à la restauration de la résidence de l'ambassadeur, levant 100 000 $ pour atteindre cet objectif dès septembre 1985, après avoir écrit à 250 entreprises américaines pour recueillir des dons.
Rodgers accompagne le président François Mitterrand lors d'une balade fluviale sur la Seine jusqu'à l'île aux Cygnes où ils dévoilent une réplique rénovée de la statue de la Liberté, dans le cadre des cérémonies marquant le centenaire du don français aux États-Unis. Rodgers représentait les États-Unis aux cérémonies du 6 juin 1986 pour célébrer le 42e anniversaire du débarquement en Normandie.
François Mitterrand décore Rodgers du titre de grand officier de la Légion d'honneur.

## Source de la traduction
- (en) Cet article est partiellement ou en totalité issu de l’article de Wikipédia en anglais intitulé « Joe M. Rodgers » (voir la liste des auteurs).